# Concepción Lazárraga
Concepción Lazárraga Abechuco (Oñate, Guipúzcoa, 1892–Málaga, 1967) fue una farmacéutica española, la primera farmacéutica de Málaga.

## Biografía
Hija del médico Pablo Lazárraga Ortiz de Zárate y de Encarnación Abechuco Ugarte. Llegó a Málaga a la edad de 7 años, en 1899. Estudió en el Colegio Alemán y cursó magisterio, la costumbre en las jóvenes de clase acomodada de la época, aunque su curiosidad por la ciencia la llevó a estudiar Farmacia en la Universidad de Granada, y luego se trasladó a Madrid para proseguir su formación en la Facultad de Ciencias de la Universidad Central. Durante sus estudios vivió en la Residencia de Señoritas que dirigía María de Maeztu, hasta su graduación como licenciada en Farmacia en 1921, donde solo se titularon tres mujeres. Continuó estudiando Química durante tres años en la Universidad de Berlín. Fue becada por la Junta de Ampliación de Estudios (JAE) para prácticas químicas como alumna pensionada en el Barnard College de la Universidad de Columbia. y en laboratorios de Nueva York (Curso 1921-1922), en un intercambio de alumnas con EE. UU.
Cuando acabó sus estudios, regresó a Málaga, se inscribió en el Colegio de Farmacéuticos de Málaga y desde abril de 1923, abrió su farmacia en los bajos de la calle Santa Lucía n.º 3, siendo la primera mujer en ejercer esta profesión en Málaga.
Su dominio de diferentes idiomas hizo que muchos visitantes extranjeros acudieran a su farmacia cuando tenían alguna dolencia.
En su honor el Patronato Social de Buenas Letras de Madrid la distinguió con la creación de una colección de libros.
Continuó al frente de la Oficina de farmacia hasta su fallecimiento en 1967. Descansa en el cementerio de San Miguel, de Málaga.